# بنجامين أبرامز
بنجامين أبرامز (بالإنجليزية: Benjamin Abrams)‏ هو شخصية أعمال ومهندس ومخترِع أمريكي، ولد في 18 أغسطس 1893، وتوفي في 23 يونيو 1967.